# Blasco Giurato
Blasco Giurato (Roma, 7 giugno 1941 – Roma, 26 dicembre 2022) è stato un direttore della fotografia italiano.

## Biografia
Raggiunse la notorietà lavorando insieme a Giuseppe Tornatore nel celebre film del 1988 Nuovo Cinema Paradiso, film per il quale ottenne anche una nomination al BAFTA.
Morto il 26 dicembre 2022 all'età di 81 anni, era il figlio del diplomatico Giovanni Giurato ed il fratello del noto giornalista Luca, della geologa Claudia e del cantautore Flavio; suo nonno materno era il drammaturgo Giovacchino Forzano. Ha fatto parte della giuria dell'Ariano International Film Festival.

## Filmografia

### Cinema
- Sapore di mare 2 - Un anno dopo, regia di Bruno Cortini (1983)
- Il camorrista, regia di Giuseppe Tornatore (1986)
- Teresa, regia di Dino Risi (1987)
- Nuovo Cinema Paradiso, regia di Giuseppe Tornatore (1988)
- Sinbad of the Seven Seas, regia di Enzo G. Castellari (1989)
- Saremo felici, regia di Gianfrancesco Lazotti (1989)
- Tempo di uccidere, regia di Giuliano Montaldo (1989)
- Tolgo il disturbo, regia di Dino Risi (1990)
- Centro storico - Donne sottotetto, regia di Roberto Giannarelli (1992)
- Tentazioni Metropolitane, regia di Gianna Garbelli (1993)
- Una pura formalità, regia di Giuseppe Tornatore (1994)
- Belle al bar, regia di Alessandro Benvenuti (1994)
- Chicken Park, regia di Jerry Calà (1994)
- Il carniere, regia di Maurizio Zaccaro (1996)
- Passaggio per il paradiso, regia di Antonio Baiocco (1998)
- Ferdinando e Carolina, regia di Lina Wertmüller (1999)
- Due amici, regia di Spiro Scimone e Francesco Sframeli (2001)
- Vajont, regia di Renzo Martinelli (2001)
- The Accidental Detective, regia di Vanna Paoli (2003)
- Piazza delle Cinque Lune, regia di Renzo Martinelli (2003)
- L'estate del mio primo bacio, regia di Carlo Virzì (2006)
- Il mercante di pietre, regia di Renzo Martinelli (2006)
- Ma l'amore... sì!, regia di Marco Costa e Tonino Zangardi (2006)
- Tutte le donne della mia vita, regia di Simona Izzo (2007)
- Scrivilo sui muri, regia di Giancarlo Scarchilli (2007)
- 100 metri dal paradiso, regia di Raffaele Verzillo (2012)
- Il bambino cattivo, regia di Pupi Avati (2013)
- Un ragazzo d'oro, regia di Pupi Avati (2014)
- Oltre le nubi, regia di Marcella Mitaritonna (2014)
- Le nozze di Laura, regia di Pupi Avati (2015)
- Mi rifaccio il trullo, regia di Vito Cea (2016)
- Prigioniero della mia libertà, regia di Rosario Errico (2016)
- Stato di ebbrezza, regia di Luca Biglione (2018)
- Rione Sanità, la certezza dei sogni, regia di Massimo Ferrari (2020)
- Vecchie canaglie, regia di Chiara Sani (2022)

### Televisione
- Il balordo, regia di Pino Passalacqua – miniserie TV (1978)
- Olga e i suoi figli, regia di Salvatore Nocita – miniserie TV (1985)
- Piazza di Spagna, regia di Florestano Vancini – miniserie TV (1992)
- La missione, regia di Maurizio Zaccaro – miniserie TV (1998)
- Un nero per casa, regia di Gigi Proietti – film TV (1998)
- Zodiaco, regia di Eros Puglielli – miniserie TV (2008)
- Mister Ignis - L'operaio che fondò un impero, regia di Luciano Manuzzi – miniserie TV (2014)